# 7つのスペイン民謡

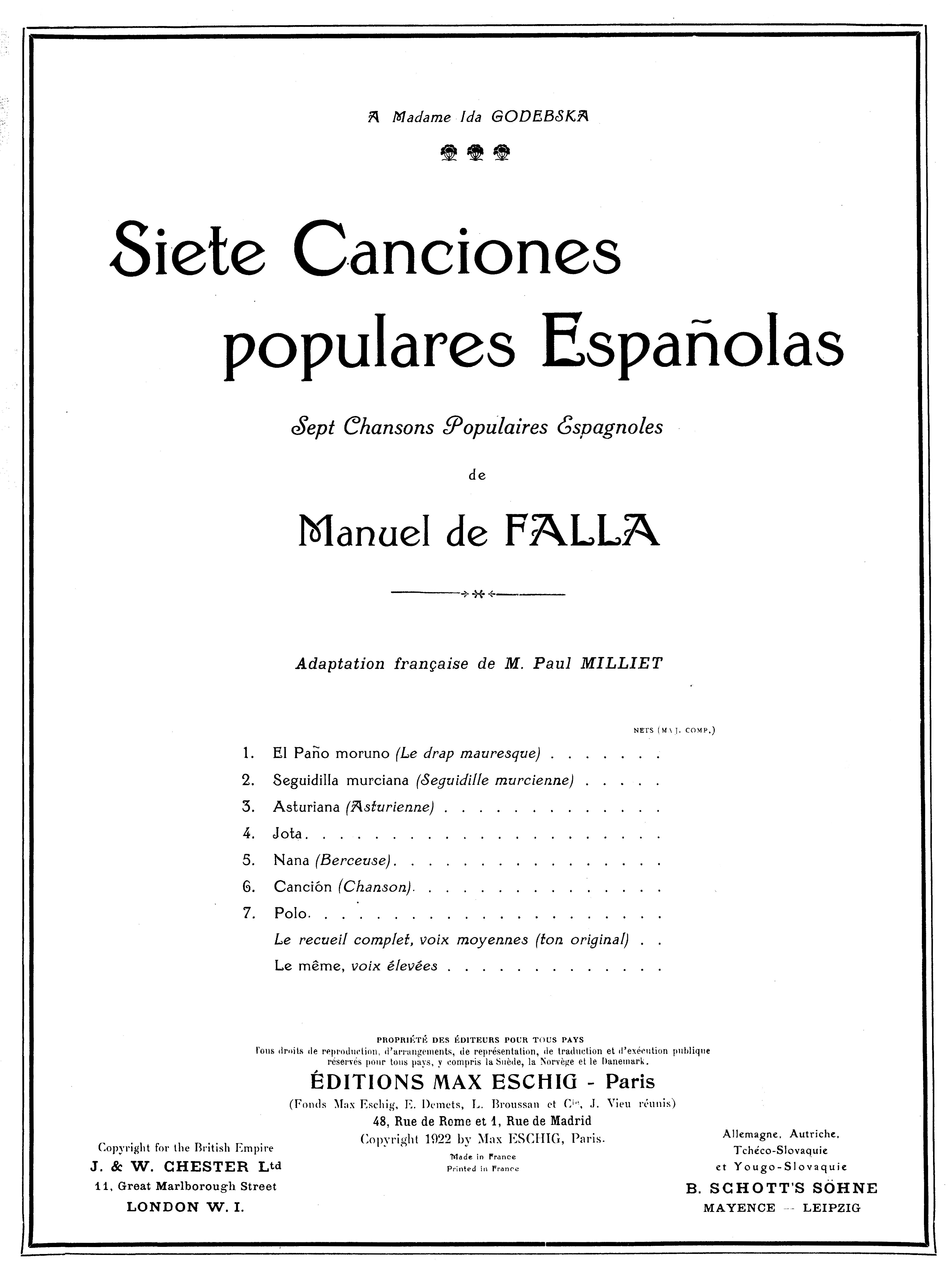
1922年の楽譜の表紙

『7つのスペイン民謡』（7つのスペインみんよう、スペイン語: Siete canciones populares españolas）は、マヌエル・デ・ファリャが1914年にピアノと独唱のために作曲・編曲したスペイン民謡集である。

## 概要
第一次世界大戦によってファリャがパリを離れる直前に作曲され、作品はイダ・ゴデプスカ（ミシア・セールの義理の姉妹でパトロン）に献呈された。
ファリャはルイ・リュカ『新音響学』(L'Acoustique nouvelle)の影響を受けて西洋音楽の伝統的な和音進行とは異なる旋法的な和声を加えている。
1915年1月15日にソプラノ歌手ルイサ・ベラ (es:Luisa Vela) の独唱、ファリャ本人のピアノによりマドリードで初演された。
演奏時間は約11分。

## 構成
1. ムーア人の織物 (El paño moruno) - 『三角帽子』にも同じ曲が登場する[4]。
2. ムルシア地方のセギディーリャ（英語版） (Seguidilla murciana)
3. アストゥリアス地方の歌 (Asturiana)
4. ホタ (Jota) - アラゴン地方の伝統音楽の形式に従っているが、曲はファリャによる創作である[1]。
5. ナナ (Nana) - 「子守歌」とも。
6. カンシオン (Canción)
7. ポロ (Polo) - フラメンコ音楽。曲はファリャによる創作[1]。

## 編曲
この曲は非常に多くの編曲がある。
1925年にヴァイオリニストのパウル・コハンスキはファリャ本人の協力を得て第2曲を除く6曲をヴァイオリンとピアノのための『スペイン民謡組曲』(フランス語: Suite populaire espagnole)に編曲した。曲順は変えられているが、原曲の順序で演奏されることも多い。モーリス・マレシャルによるチェロ編曲もある。
ファリャの門人であるエルネスト・アルフテルはこの曲を管弦楽伴奏の歌曲に編曲した。ルチアーノ・ベリオも1978年にキャシー・バーベリアンが歌うために管弦楽とメゾソプラノ独唱用に編曲している。
ミゲル・リョベートはギター伴奏つき歌曲に編曲した。